# Keru pekcsei király
Keru (Gaeru) (? – 166) az ókori Pekcse (Baekje) állam negyedi királya volt.

## Élete
Kiru (Giru) másodszülött gyermekeként született.
132-ben építtette a Pukhanszanszong (Bukhansanseong) erődöt, mely a mai Kjonggi (Gyeonggi) tartományban, Kojang (Goyang) városában áll. A Szamguk szagi (Samguk sagi) szerint udvarias, kedves ember volt. Uralkodása alatt megromlott az ország viszonya Sillával, akik mindenáron meg akarták szerezni a Han folyó menti területeket. Silla egy szökevény miniszter ürügyén támadta meg Pekcsét (Baekjét), azonban Keru (Gaeru) erős városfalain nem jutottak túl és kénytelenek voltak visszavonulni.
166-ban hunyt el, a trónon fia, Cshogo (Chogo) követte.

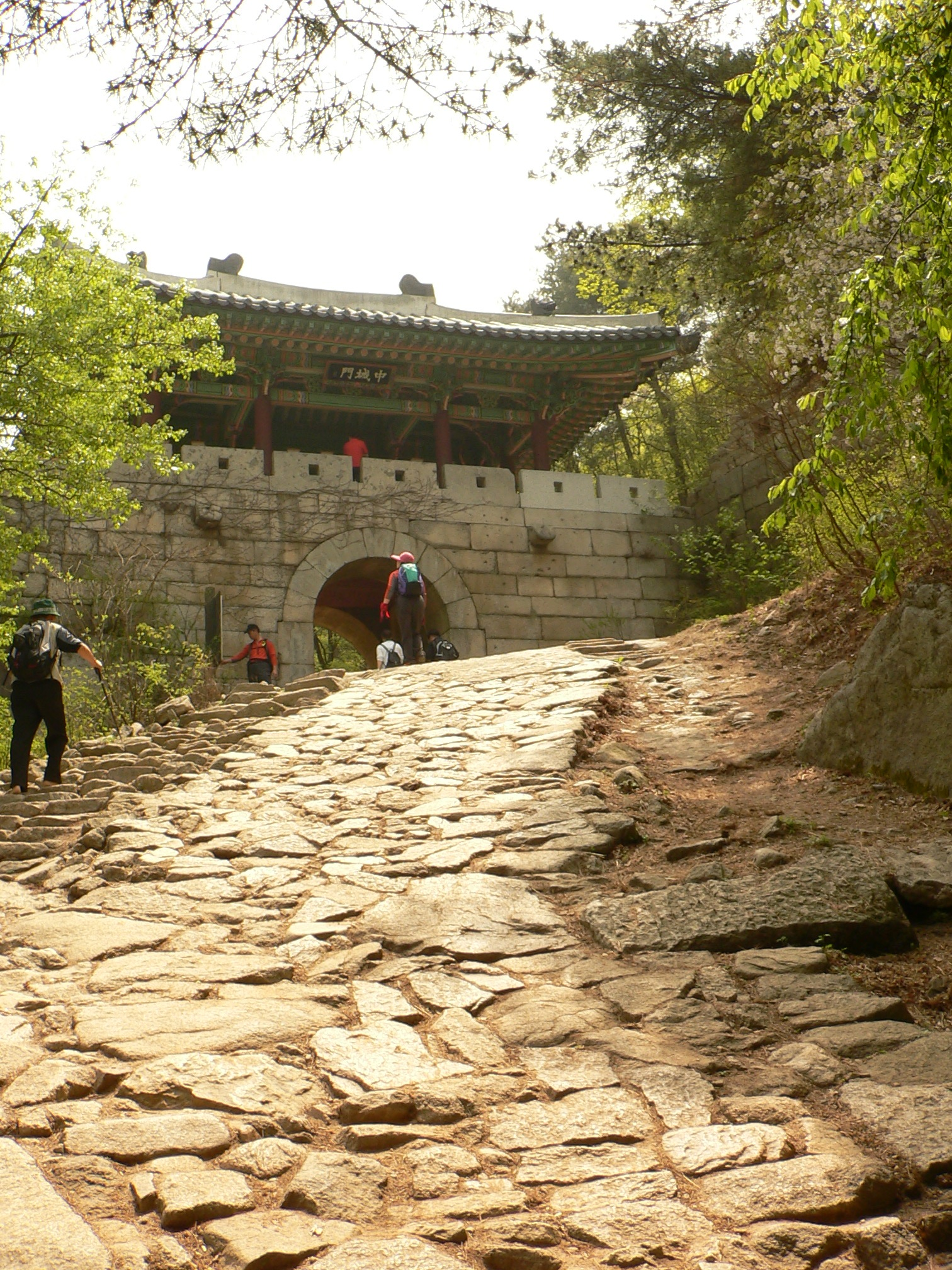
A Pukhanszanszong (Bukhansanseong) erőd